# Biblioteca pubblica di Oslo

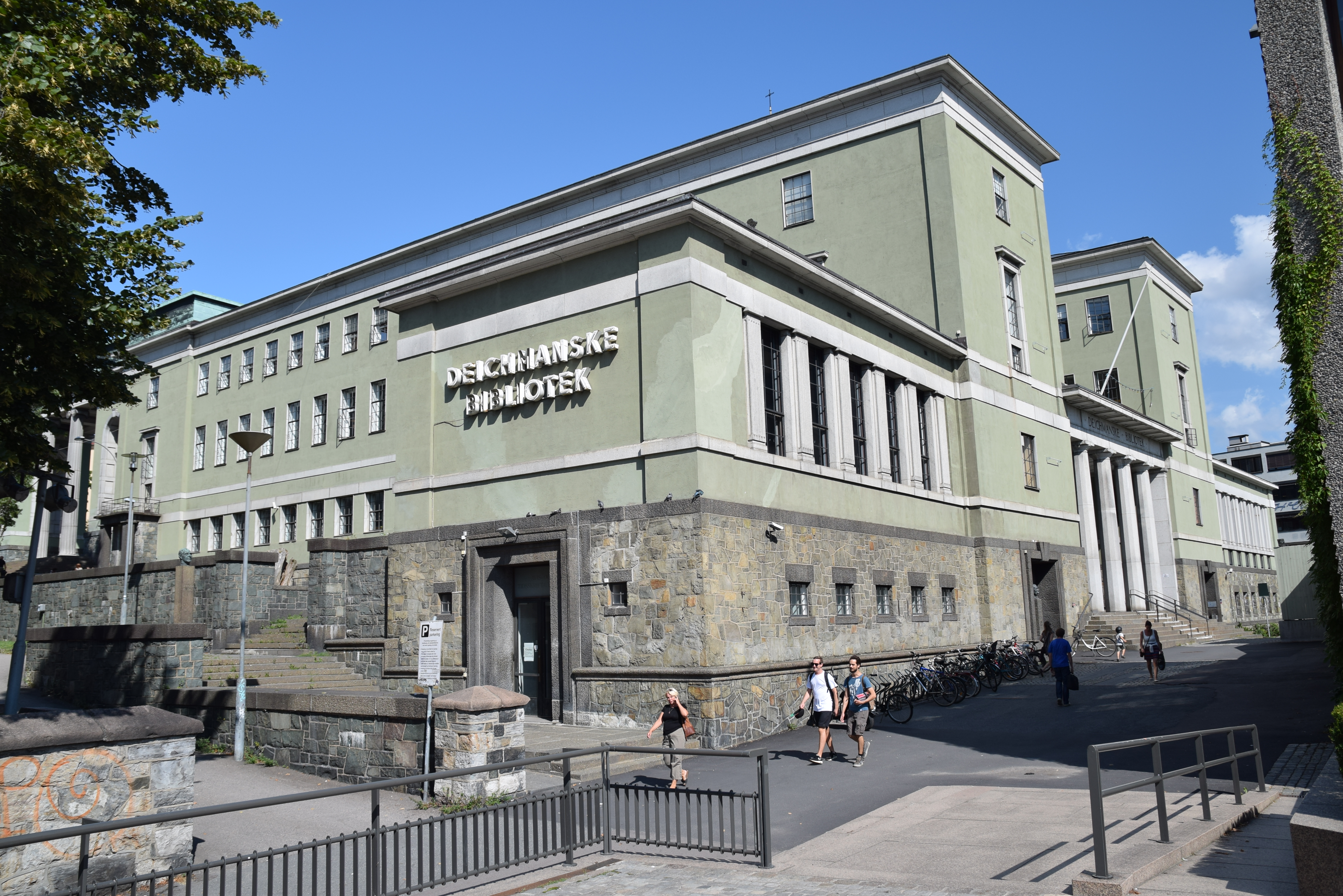
La vecchia sede della biblioteca nel quartiere St. Hanshaugen di Oslo

La Biblioteca pubblica di Oslo (ufficialmente chiamato in norvegese Deichmanske Bibliotek) è una biblioteca comunale pubblica situata a Oslo, in Norvegia ed è la prima e più grande biblioteca del paese.
Impiega oltre 300 persone e ha oltre 20 filiali in tutta la città. Uno dei libri più preziosi contenuti nella collezione della biblioteca è la bibbia Vulgata di Aslak Bolt, unico manoscritto liturgico conservato della Norvegia di epoca medievale. Si stima che il libro stesso sia stato scritto intorno al 1250. Il responsabile della biblioteca dal 2014 al 2016 era Kristin Danielsen.
La biblioteca fu aperta il 12 gennaio 1785, a seguito di una dotazione di Carl Deichman lasciò in eredità 7000 libri e 150 manoscritti che costituirono la base della collezione della biblioteca.